# Chiesa di San Francesco d'Assisi (Moggio, Italia)
La chiesa di San Francesco d'Assisi è la parrocchiale di Moggio, in provincia di Lecco e arcidiocesi di Milano; fa parte del decanato di Primaluna.

## Storia
La prima citazione di una cappella a Moggio risale al XIII secolo ed è contenuta nel Liber Notitiae Sanctorum Mediolani, redatto da Goffredo da Bussero.
Agli inizi del XV secolo la chiesa venne riedificata in stile gotico, e il 4 novembre 1569 fu eretta a parrocchiale dall'arcivescovo di Milano Carlo Borromeo, il quale la affrancò dalla pieve di Cremeno.
La chiesa fu ricostruita nel 1603, venendo quindi consacrata il 29 agosto del medesimo anno. Nello stesso secolo, gli interni vennero ridecorati con stucchi realizzati dai magistri antelami e affreschi.
Nel Settecento l'edificio fu interessato da un rifacimento; dalla relazione della visita pastorale dell'arcivescovo Giuseppe Pozzobonelli s'apprende che la parrocchia rientrava nella pieve foraniale della Valsassina, che nella chiesa aveva sede la sodalitas, annessa alla cappella della Beata Vergine del Monte Carmelo, e che il numero dei fedeli ammontava a 250, scesi poi a 229 nel 1780, come si legge nella Nota delle parrocchie dello Stato di Milano stilata nel 1781.
Nel 1896 l'arcivescovo Andrea Carlo Ferrari, compiendo la sua visita, trovò che il reddito era pari a circa 706 lire, che la parrocchiale, in cui aveva sede la confraternita del Santissimo Sacramento, aveva come filiale il seicentesco oratorio di San Bartolomeo e che i fedeli erano 455.
Nel 1902 vennero realizzate due cappelle laterali, mentre l'anno successivo tutte le antiche decorazioni e i vecchi gessi furono tolti e rifatti a nuovo; la ridecorazione dell'interno fu affidato al pittore Romeo Rivetta.
Tra il 1930 e il 1931 fu posato il nuovo pavimento; la facciata venne dunque restaurata nel 1952, per poi essere nuovamente ristrutturata nel 1966 conferendole un aspetto settecentesco.
Tra il 1973 e il 1974 venne condotto un intervento di ampliamento; poi, nel 1986, alla parrocchia moggese fu aggregata quella, soppressa, dei Santi Pietro e Paolo di Colmine.

## Descrizione

### Esterno
La facciata a capanna della chiesa, rivolta a occidente, presenta centralmente il portale d'ingresso, al quale s'accede tramite una piccola scalinata e ai cui lati si aprono due nicchie ospitanti le statue raffiguranti San Pietro e San Paolo; più in alto si trova un affresco con soggetto San Francesco che riceve le stimmate, eseguito all'inizio del XX secolo, sopra il quale si apre il rosone, affiancato da due finestre rettangolari. Ai lati del corpo centrale si sviluppano due ali più basse, decorate a fasce orizzontali.

### Interno
L'interno dell'edificio si compone di un'unica navata, coperta da una volta a botte lunettata e suddivisa in tre campate, sulle prime due delle quali s'affacciano le cappelle laterali, dedicate a sant'Antonio di Padova, a san Luigi, a san Giuseppe e alla beata Vergine del Carmine; al termine dell'aula si sviluppa il presbiterio, a sua volta chiuso dall'abside di forma semicircolare.
Qui sono conservate diverse opere pregevoli, tra le quali l'organo, collocato sulla cantoria e costruito nel 1903 dalla ditta milanese Edoardo Rossi, la statua lignea della Madonna del Rosario, l'altare in marmo di San Giuseppe, impreziosito da un'ancona in cui è collocata una statua in legno, gli affreschi raffiguranti il Sinite parvulos e il Dominus flevit, il tondo ritraente gli Angeli in adorazione del Santissimo Sacramento e il dipinto dell'Allegoria delle tre Virtù teologali. Sempre nel 1903 furono realizzati gli affreschi de L'incoronazione della Vergine, così come quelli raffiguranti i primi quattro Dottori della Chiesa e gli Evangelisti.
Tra le opere conservate nella biblioteca parrocchiale si annovera un messale ambrosiano datato 1751, decorato da fregi ottocenteschi in metallo.